# Museo Ludwig
El Museo Ludwig (en alemán, Museum Ludwig) es un museo de arte de Alemania, uno de los más importantes de la ciudad de Colonia. Contiene una gran variedad de obras del siglo XX y XXI, desde el arte abstracto, el expresionismo alemán y el surrealismo hasta el Pop Art (del cual alberga la mayor colección fuera de Estados Unidos). Posee igualmente una de las más importantes colecciones de Pablo Picasso de Europa, y en concreto, la mayor de Alemania.

## Historia
El 5 de febrero de 1976 el Museo Ludwig fue fundado como resultado de la donación del matrimonio formado por Peter e Irene Ludwig en colaboración con la ciudad de Colonia. La pareja, enriquecida por su actividad en la industria del chocolate, donaba 350 obras de arte moderno a cambio de que la ciudad las expusiera en un museo que recibiera su nombre. Estas obras se unieron a la Colección Haubrich, una larga colección de obras rusas vanguardistas (que van desde 1906 a 1930) la cual había sido donada a la ciudad en 1946. El nuevo museo sumaba además un préstamo permanente de los Ludwig: una colección de 900 obras de Pablo Picasso, que finalmente ha pasado a ser también propiedad del Museo (en dos generosas donaciones en 1994 y 2001). Gracias a todo ello, este centro alberga la tercera colección de obras de Picasso más extensa del mundo, sólo superada por las del Museo Picasso de París y Museo Picasso de Barcelona; entre los ejemplos reunidos hay pinturas, esculturas, cerámicas, dibujos y grabados, entre los que destacan las dos matrices de cobre grabadas con los famosos aguafuertes Sueño y mentira de Franco. A lo largo de los años se han unido también importantes obras del expresionismo alemán. 
El edificio fue diseñado por los arquitectos Peter Busmann y Godfried Haberer, y fue inaugurado en 1986. Está situado entre la Catedral de Colonia, el río Rin y la estación principal. Alberga tanto al Museo Ludwig como a la Filarmónica. 
Su actual director es Kasper König.

## Obra fotográfica
Dispone de una exposición permanente dedicada a la fotografía conocida como Agfa-Photo-Historama que trata sobre la historia de la fotografía. Se encuentra distribuidas en tres salas, la primera dedicada al fotoquímico Erich Stenger que la donó al museo presenta una muestra de cámaras fotográficas y otros aparatos seleccionadas entre los 20.000 ejemplares de la colección. Otra sala se dedica a una muestra de la colección Agfa que está compuesta por más de mil cámaras y 20.000 negativos. La última sala trata sobre la ciudad de Colonia y en ella se pueden encontrar imágenes de la colección de Robert Lebeck, también dispone de la colección de L. Fritz Gruber, Daniela Mrazcova y significados ejemplares de fotografía rusa y de fotografía contemporánea. Dispone además de una biblioteca con más de tres mil ejemplares de libros y documentos históricos.

## Obras seleccionadas de su colección
- Pierre Alechinsky : Coupe sombre (1968).
- Josef Albers : Green Scent (1963).
- Peter Blake : ABC Minors (1955), Bo Diddley (1963).
- Otto Dix : Bildnis des Dr. Hans Koch (1921), Vorstadtszene (1922), Mädchen mit rosa Bluse (1923), Bildnis Frau Dr. Koch (1923), Bildnis des Dichters Thedor Däubler (1927), Selbstbildnis (1931).
- Richard Estes : Food Shop / Snack-bar (1967).
- Natalia Goncharova : Nature morte à la peau de tigre (1908), Portrait de Larionov (1913), Vendeuse d'oranges (1916).
- Richard Hamilton : My Marilyn (paste-up) (1964).
- Duane Hanson : Woman with a Purse / Femme au sac en bandoulière (1974).
- Jasper Johns : Untitled (1972).
- Allen Jones : Figure Falling / Chute (1964), Perfect Match / Partenaire idéale (1966-1967).
- Edward Kienholz : Night of Nights / Nuit des nuits (1961), The Portable War Memorial / Monuments aux morts portable (1968).
- Roy Lichtenstein : Takka-Takka (1962), Mad Scientist / Le savant fou (1963), M-Maybe / P-Peut-être (1965), Explosion n° 1 (1965), Study for Preparedness / Étude pour Disponibilité (1968), Red Barn II / Grange rouge II (1969), Landscape with Figures and Rainbow / Paysage avec figures et arc-en-ciel (1980).
- László Moholy-Nagy : Grau-Schwarz-Blau / Gris-Noir-Bleu (1920), Auf weissen Grund / Sur fond blanc (1923).
- Kenneth Noland : Provence (1960), Shadow Line / Ligne d'ombre (1967).
- Claes Oldenburg : The Street / La rue (1960), Success Plant / Félicitations pour l'avancement (1961), White Shirt with Blue Tie / Chemise blanche et cravate bleue (1961), Green Legs with Shoes / Jambes vertes avec chaussures (1961), Restaurant Objects (Ghost Dinner) / Objets de restaurants (le repas fantômatique) (1964), Soft Washstand (Ghost version) / Lavabo mou (version tissu) (1965), Bathtub (Hard Model) / Baignoire (version dure) (1966).
- Eduardo Paolozzi : The Last of the Idols (1963).
- Pablo Picasso : Arlequín (1923), Mujer con alcachofa (1941), Cabeza de Dora Maar (escultura), conjuntos de grabados (Suite Vollard, Suite 345, Suite 156, matrices originales de Sueño y mentira de Franco).
- Anne y Patrick Poirier : Aussée, la ville noire (1975).
- Robert Rauschenberg : Odalisque (1955-1958), Allegory / Allégorie (1959-1960), Wall Street (1961), Black Market / Marché noir (1961), Axle / Axe (1964), Bible Bike (Borealis) (1991).
- James Rosenquist : Rainbow / Arc-en-ciel (1961), Untitled (Joan Crawford says...) / Sans titre (Joan Crawford dit...) (1964), Horse blinders / Œillères pour cheval (1968-1969), Starthief / Voleur d'étoiles (1980).
- George Segal : Woman washing her Feet in a Sink / Femme se lavant les pieds dans un lavabo (1964-1965), The Restaurant Window I / La fenêtre du restaurant I (1967).
- Frank Stella : Seven Steps (1959), Ctesiphon III (1968), Bonin Night Heron No. 1 (1976).
- Wolf Vostell :  Coca-Cola, Dé-coll/age (1961), Hommage to Henry Ford and Jaqueline Kennedy (1967), Miss America (1968).
- Andy Warhol : Two Dollars Bills (Front and Rear) / 80 billets de deux dollars (recto et verso) (1962), 129 Die in Jet (Plane Crash) / 129 morts (catastrophe aérienne) (1962), Close Cover before Striking (Pepsi-Cola) / Refermer avant d'allumer (Pepsi Cola) (1962), Do it Yourself (Landscape) / Modèle pour peintres amateurs(paysage) (1962), Two Elvis / Double Elvis (1963),  Red Race Riot / Émeute raciale rouge (1963), Boxes / Boîtes (1964),  Flowers / Fleurs (1964).
- Tom Wesselmann : Bathtub 3 / Baignoire 3 (1963), Landscape No.2 / Paysage n° 2 (1964), Great American Nude / Grand nu américain (1967).

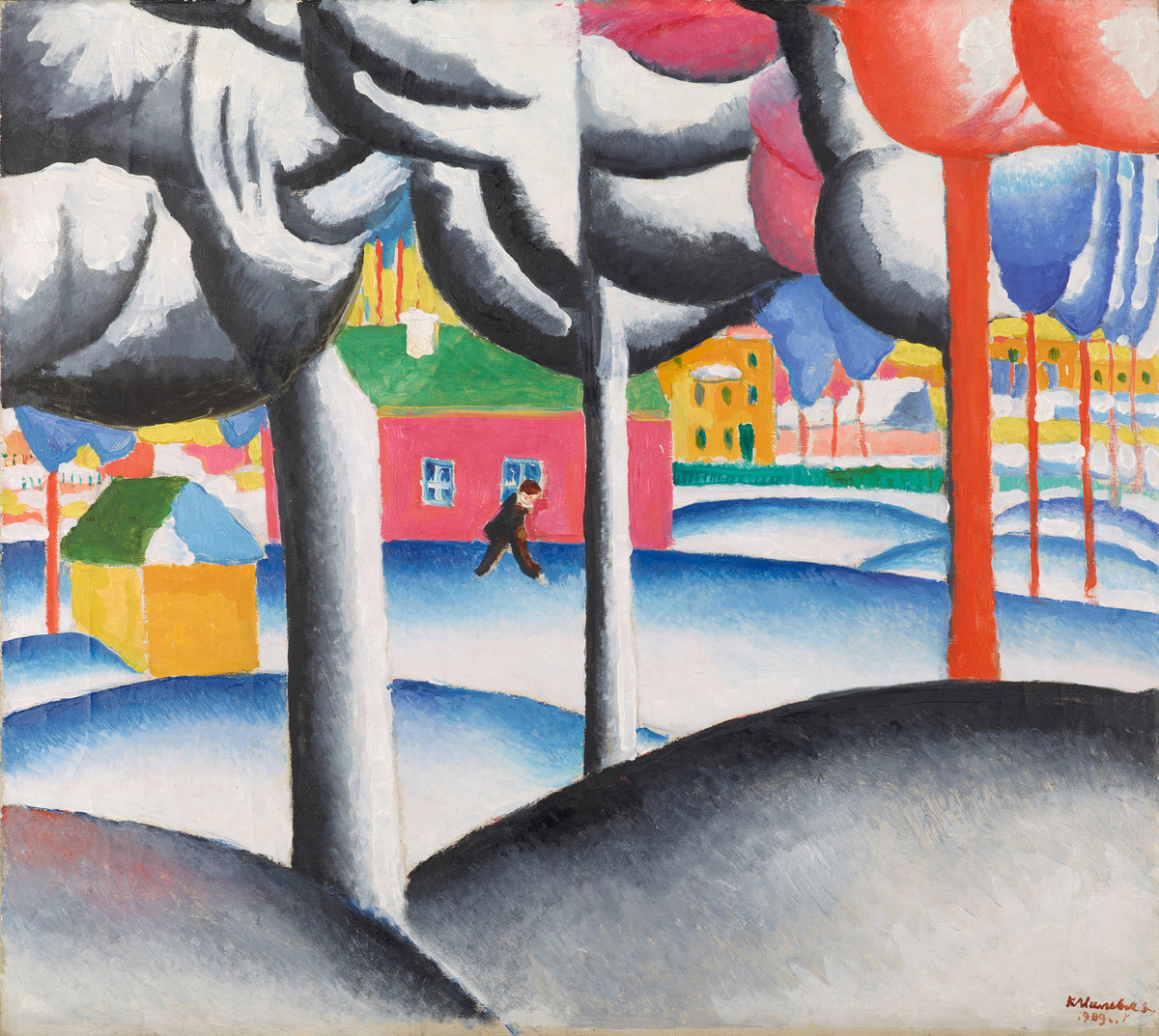
Kazimir Malevich, Landscape (of Winter) (Paisaje de invierno), 1909
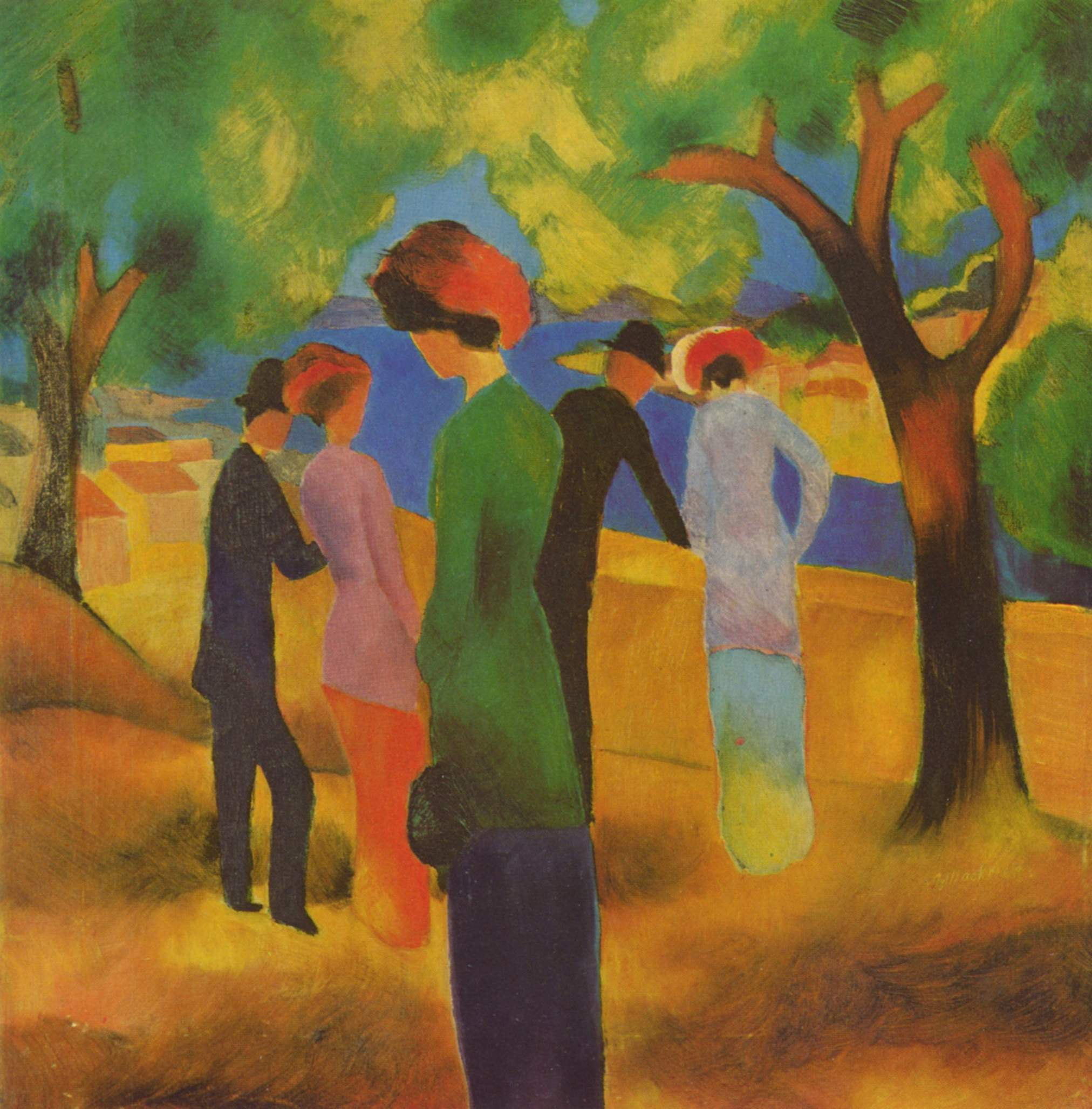
August Macke, Lady in a Green Jacket (Señora en chaqueta verde), 1913
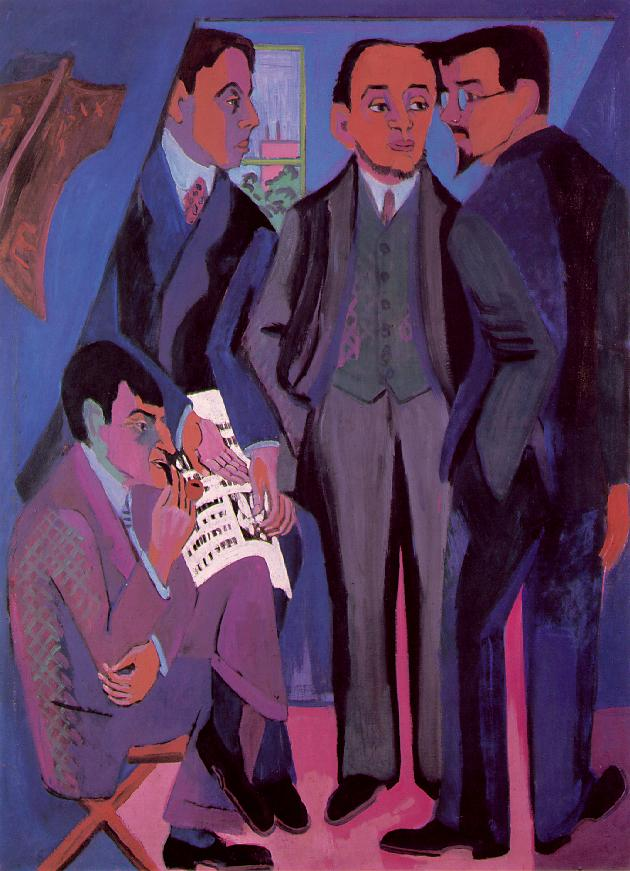
Ernst Ludwig Kirchner, Eine Künstlergemeinschaft (Un grupo de artistas), 1927